# Lang Leve de Koningin
Lang Leve de Koningin is een Nederlandse kinderfilm uit 1995 van Esmé Lammers, kleindochter van Max Euwe, met Tiba Tossijn in de hoofdrol als Sara en Monique van de Ven als de  witte koningin uit het schaakspel. De film won in 1996 een Gouden Kalf voor beste lange speelfilm.

## Verhaal
De film gaat over een meisje, Sara, dat van haar zakgeld een schaakspel koopt van de vader van een vriendje. Dat vriendje, Victor, leert haar schaken met het decoratieve schaakspel, dat in haar fantasie tot leven komt. Tegelijkertijd komt zij steeds meer te weten over haar vader, die zij nooit gekend heeft. Zowel het schaken als het leren kennen van haar vader wordt haar niet makkelijk gemaakt. Het enige wat haar moeder kwijt wil, is dat haar vader in Zuid-Afrika leeft. Ook de meester van haar klas weigert aanvankelijk in Sara's mogelijkheden te geloven. Maar als ze tegen de verwachting in goed leert schaken, mag ze meedoen aan een sessie simultaanschaken tegen de beroemde schaker Bob Hooke. Met haar spel maakt ze grote indruk op de topschaker. Als Victor tijdens de schaakpartij ziek wordt, brengt Sara hem naar huis. In de haast vergeet ze haar schaakspel. Als Bob Hooke haar achterna gaat, om haar het schaakspel te brengen, ontdekt hij dat ze zijn dochter is.

## Rolverdeling
Hoofdrollen
| Acteur             | Personage         |
| ------------------ | ----------------- |
| Tiba Tossijn       | Sara              |
| Monique van de Ven | Witte koningin    |
| Derek de Lint      | Bob Hooke         |
| Lisa de Rooy       | Sara's moeder     |
| Pieter Lutz        | Sara's grootvader |

Bijrollen
| Acteur                    | Personage              |
| ------------------------- | ---------------------- |
| Maja van den Broecke      | Zwarte koningin        |
| Jack Wouterse             | Witte koning           |
| Serge-Henri Valcke        | Zwarte koning          |
| Rudolf Lucieer            | Onderwijzer            |
| Cas Enklaar               | Witte loper            |
| Karen van Holst Pellekaan | Witte Hofdame          |
| Ineke Swanevelt           | Zwarte Hofdame         |
| Mike Ho Sam Sooi          | Televisieverslaggever  |
| Sophia Dijkgraaf          | Mariëtte               |
| Maya Cohen                | Vriendin van Mariëtte  |
| Wil van der Meer          | Vader van Mariëtte     |
| René Nijman               | Victor                 |
| Geert Lageveen            | Vader van Victor       |
| Dolf Jansen               | Tom de Ruyter          |
| Harry Piekema             | Wit paard              |
| Hans Böhm                 | Verslaggever           |
| Patrick Stoof             | De lakei van de koning |
| Freek van Muiswinkel      | Dokter                 |
| Ton van der Hoorn         | Witte toren            |
| Chandar van der Zande     | Thomas                 |
| Ruben van den Boogert     | Sara's klasgenoot      |